# École supérieure d'art dramatique de Genève
Pour les articles homonymes, voir École supérieure d'art dramatique.
L'École supérieure d'art dramatique de Genève (ESAD), ancienne École d'art dramatique du Conservatoire de Genève, est, avec la section professionnelle d'art dramatique du conservatoire de Lausanne, une des deux anciennes écoles qui ont fermé leurs portes et passé le relais à la Manufacture située à Lausanne en septembre 2003, qui est à présent l'unique Haute école de théâtre de Suisse romande (HETSR).
L'ESAD a été dirigée par Richard Vachoux (1971-74), Leyla Aubert (1974-99), Claude Stratz (1999-2001) et Anne-Marie Delbart (2001-2003).